# Elena Koneff
Elena Koneff (* 1939 in Moskau) ist eine Malerin, Objektkünstlerin und Vertreterin der Textilkunst (Fiber Art).

## Leben
Elena Koneff absolvierte das Moskauer Kunstgymnasium der Akademie der Künste und graduierte 1965 an der Stroganoff-Kunsthochschule im Fachbereich Textil.
1979 emigrierte sie mit ihrem Mann, dem Bildhauer Vadim Kosmatschof, und ihrer Tochter Maria nach Österreich. Von 1980 bis 1983 lebte die Künstlerin zuerst in Wien und arbeitete in einem Atelier in der vom Journalisten Kuno Knöbl (1936–2012) organisierten „Kunstfabrik“ Fischapark im Weigelsdorf.
1984 übersiedelte sie mit ihrer Familie nach Deutschland und arbeitete bis 2010 zunächst in Bermersheim und ab 1993 in Wiesbaden.
Seit 2010 lebt und arbeitet Elena Koneff mit ihrem Mann Vadim Kosmatschof in Wien und in Höflein an der Hohen Wand. 2024 eröffnete das Künstlerpaar gemeinsam mit Tochter Mascha Veech-Kosmatschof und ihrem Mann Stuart A. Veech – dem Architektenehepaar Veech x Veech – ein zweites offenes Atelierhaus „Studio x 2732“.

## Werk
Die Gemäldeserien, die ab den 1970er Jahren bis heute entstanden, umfassen mehr als 800 Werke auf Leinwand, Papier und Karton. Arbeiten von Elena Koneff befinden sich in der Grafischen Sammlung der Albertina in Wien, der Sammlung des Niederösterreichischen Landesmuseums, der Kunstsammlung der Stadt Wiesbaden und der Kunstsammlung der Dresdner Bank sowie in zahlreichen Privatsammlungen in Deutschland, Österreich, Russland und den USA.

## Ausstellungen (Auswahl)
Gruppenausstellungen
- 2019–2020: New Tretjakow-Galerie, Moskau – The City of Tomorrow[5]
- 2022: Landesgalerie Niederösterreich – Rendezvous mit der Sammlung[6]
- 2024: Albertina Modern, Wien – The Beauty of Diversity[7]
- 2025: Albertina Klosterneuburg - DE SCULPTURA[8]